# De facto
De facto és una expressió llatina que vol dir 'de fet' o 'pràcticament', i fa referència a situacions que no estan compreses en una llei però que es donen de fet, fent omissió de qualsevol contracte, llei, o situació legal. Aquesta expressió es contraposa a de iure, és a dir, de dret.
Es pot parlar de les parelles de fet, o de la cohabitació, de facto, que fa referència a les parelles no regulades per la llei, o per un contracte matrimonial. Quan es parla de normes o estàndards de facto es fa referència a documents o eines que són seguides per la indústria com si haguessin estat aprovades per organismes oficials, però que en realitat no ho han estat.
Un govern de facto és aquell que ha pres el poder després d'un cop d'estat, o per ocupar un buit de poder.
També hom parla de població de facto quan es fa referència als habitants, inclosos els transeünts, que no estan inscrits al cens d'un poble, ciutat, província, et coetera. Per contra la població de iure està formada per les persones inscrites al cens, o de la nacionalitat de la que es parla.